# Mont Sir-Wilfrid
Mont Sir-Wilfrid är ett berg i Kanada.   Det ligger i provinsen Québec, i den sydöstra delen av landet, 140 km norr om huvudstaden Ottawa. Toppen på Mont Sir-Wilfrid är 776 meter över havet.
Terrängen runt Mont Sir-Wilfrid är kuperad åt sydost, men åt nordväst är den platt. Mont Sir-Wilfrid är den högsta punkten i trakten. Närmaste större samhälle är Mont-Laurier, 17,2 km söder om Mont Sir-Wilfrid. 
I omgivningarna runt Mont Sir-Wilfrid växer i huvudsak blandskog. Runt Mont Sir-Wilfrid är det mycket glesbefolkat, med 4 invånare per kvadratkilometer.